# 309.º Grupo de Mantenimiento y Regeneración Aeroespacial
El 309th Aerospace Maintenance and Regeneration Group (AMARG), a menudo llamado El Cementerio, (The Boneyard) es un conjunto de instalaciones de mantenimiento y almacenamiento de aeronaves de la Fuerza Aérea de los Estados Unidos en Tucson, establecido en la Base de la Fuerza Aérea Davis-Monthan. El AMARG previamente era el Aerospace Maintenance and Regeneration Center (AMARC), y antes el Military Aircraft Storage and Disposal Center (MASDC).

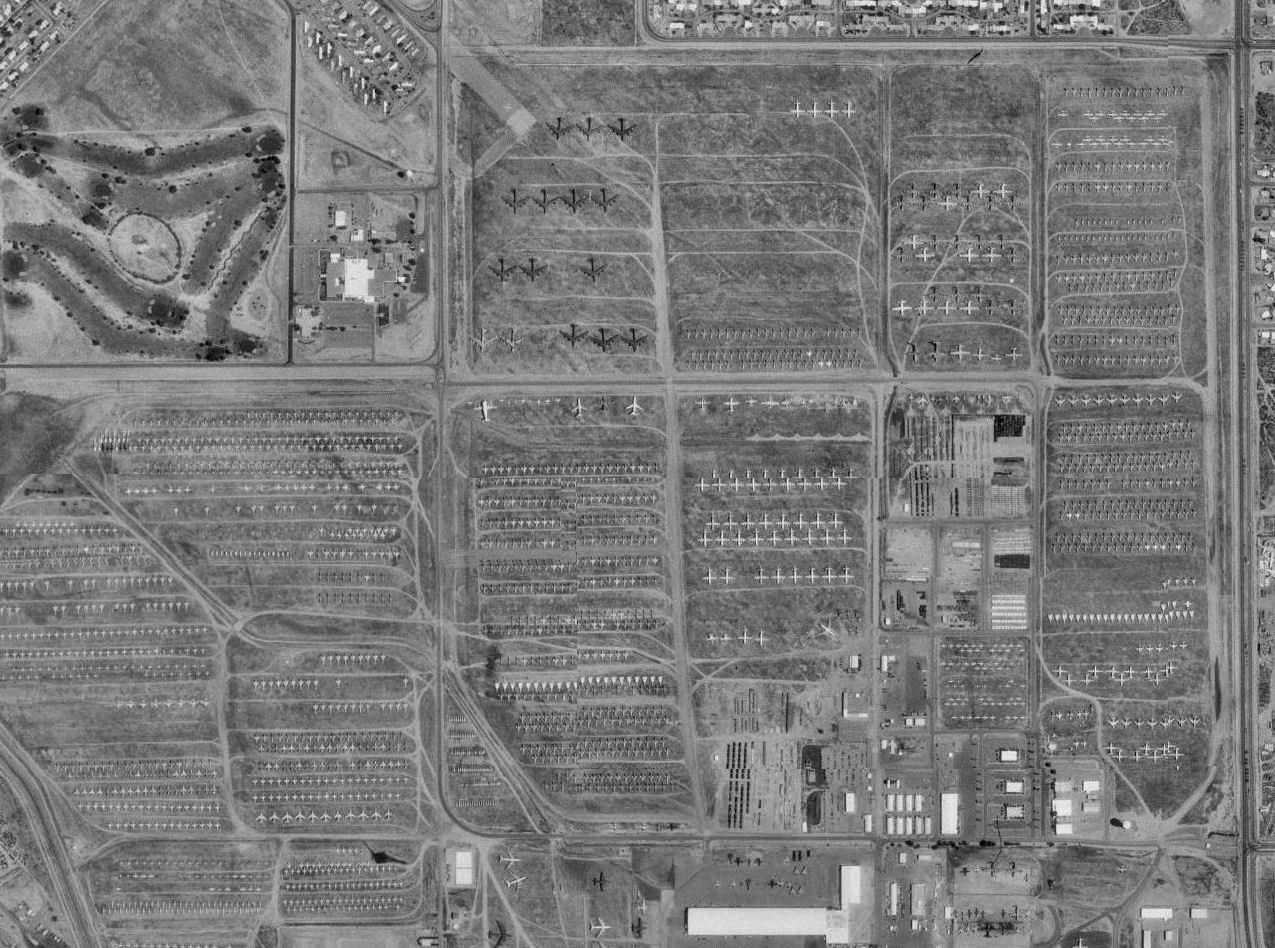
Vista aérea del AMARC el 16 de mayo de 1992.

Se encarga de más 4400 aeronaves, entre las que se incluyen 700 cazas F-4 Phantom II, cuyo precio de compra original está estimado en 2.7 millones de dólares. Como unidad del Mando Aéreo de Material (anteriormente Mando Aéreo Logístico), el grupo está bajo mando de la 309ª Ala de Mantenimiento de la Base de la Fuerza Aérea Hill, de Utah. El AMARG fue creado originalmente para almacenar las aeronaves excedentes del Departamento de Defensa y de la Guardia Costera, pero en años recientes ha sido designado el depósito único de aeronaves retiradas de servicio para todas las ramas del gobierno de Estados Unidos.

## Galería

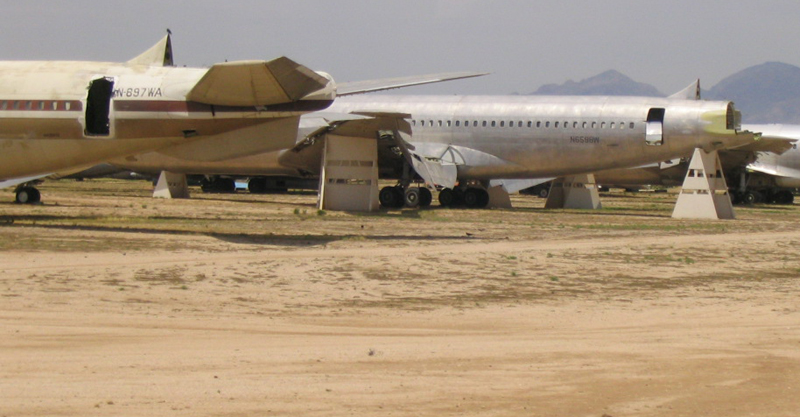
Boeing 707 que se utilizan para piezas de salvamento para el fuselaje C-135 en AMARG.
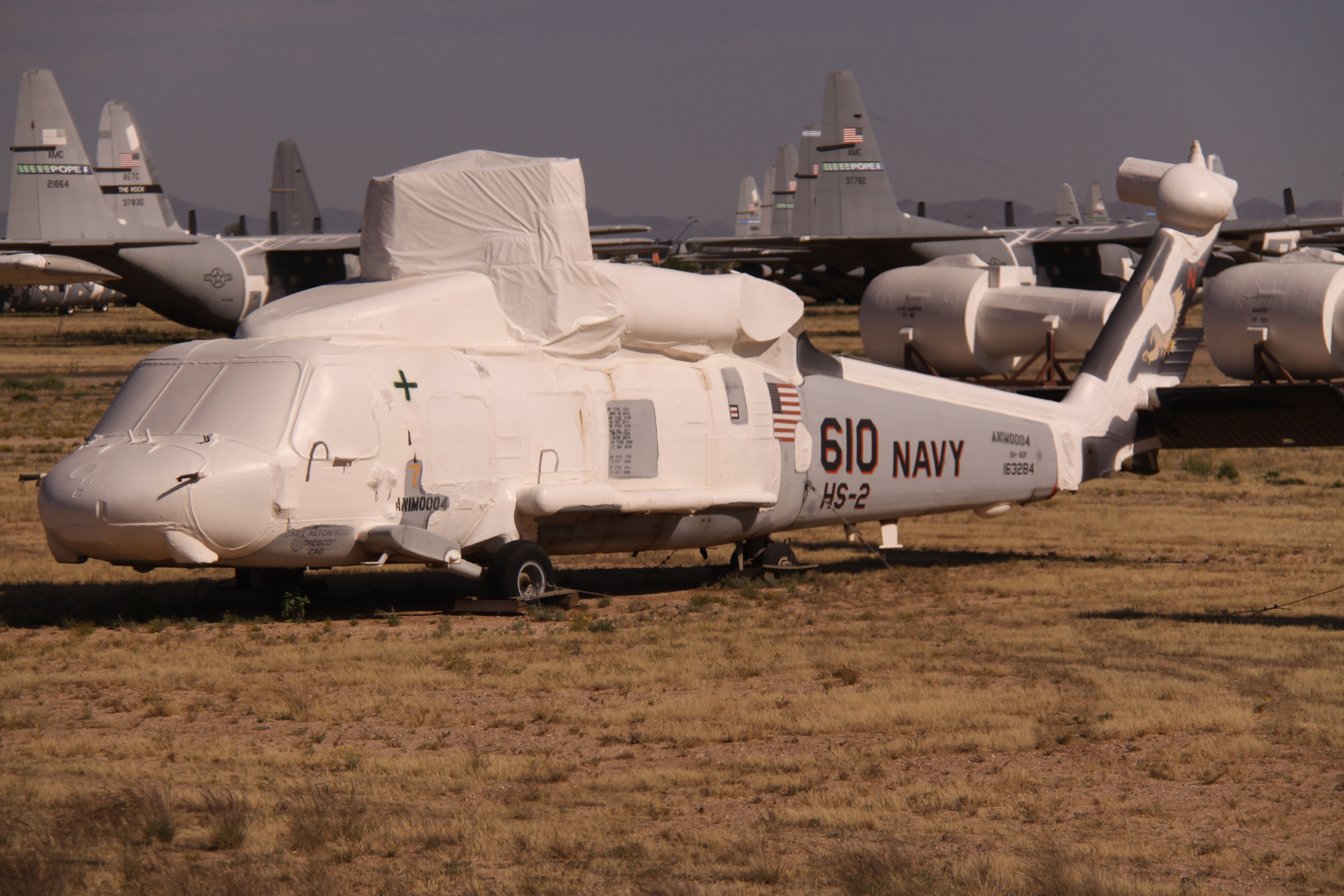
Helicópteros Sikorsky SH-60 Seahawk en AMARG
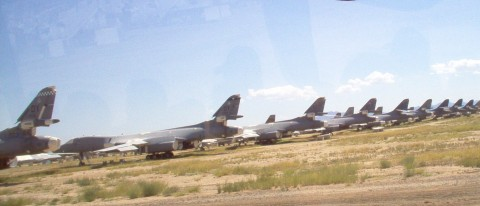
Bombarderos Rockwell B-1 Lancer almacenados en AMARG
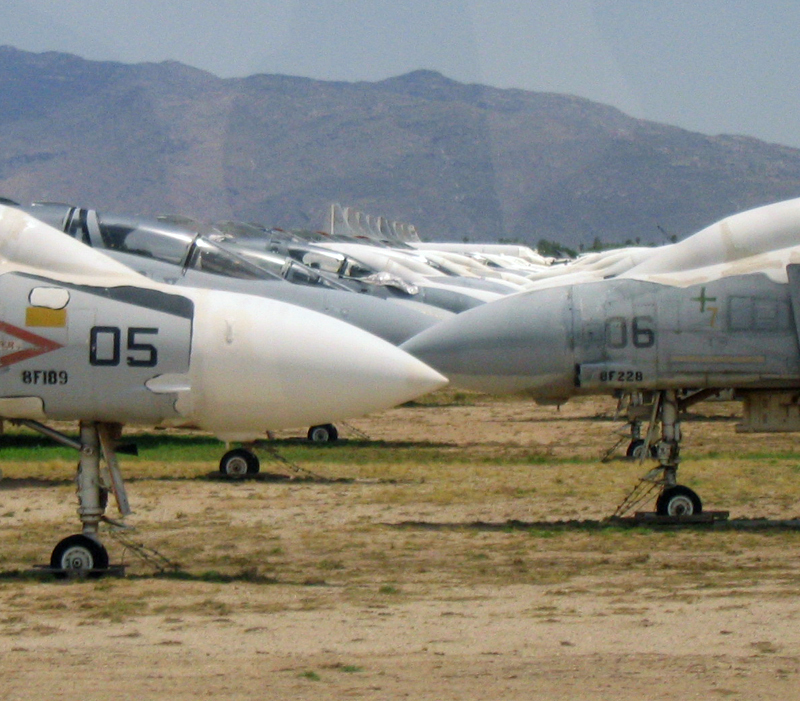
Aviones de combate McDonnell Douglas F-4 Phantom II de la Armada y el Cuerpo de Marines almacenados en AMARG.
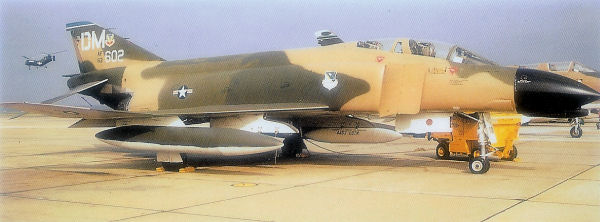
McDonnell F-4C-20-MC Phantom II AF Número de serie 63-7602 del 4455th CCTS/4453d Combat Crew Training Wing, 16 de julio de 1970. La aeronave fue desguazada en Hill AFB, UT, noviembre de 1986